# Campeonato Gaúcho de Futebol de 2025 - Série A
O Campeonato Gaúcho de Futebol de 2025 - Série A, oficialmente denominado Gauchão Superbet 2025, foi a 105ª edição da competição organizada anualmente pela Federação Gaúcha de Futebol.

## Regulamento
A edição de 2025 passou por uma grande revisão no regulamento, alterando o formato de disputa da competição devido a necessidade de diminuição de datas. As 12 equipes foram divididas em três grupos com quatro times cada, definidos por sorteio, tendo as três equipes da Série A do Campeonato Brasileiro como cabeças de chave de cada grupo (Grêmio, Internacional e Juventude). Na primeira fase, cada equipe enfrentará times dos outros grupos em turno único, totalizando oito partidas. O melhor colocado de cada grupo e o melhor segundo colocado avançarão para as semifinais.
As semifinais e final serão realizadas em jogos de ida e volta. Em caso de empate no saldo de gols ao final do confronto, a decisão será feita através de cobranças de pênaltis. Pela primeira vez o VAR será utilizado em todas as partidas.
Ao clube vencedor da final será atribuído o título de Campeão Gaúcho de 2025. As vagas para a Copa do Brasil 2026 e Série D 2026 serão designadas através da classificação geral do Campeonato. Caxias, Grêmio, Internacional, Juventude e Ypiranga de Erechim não disputam vagas à Série D.
Ao clube com melhor campanha entre os não finalistas, com exceção da dupla Grêmio e Internacional, será atribuído o título de Campeão do Interior de 2025. Os quatro melhores clubes eliminados na primeira fase (classificados entre 5º e 8º) disputarão entre si a Taça Farroupilha. Para a disputa da taça, as equipes se enfrentarão em confrontos de ida e volta (5º x 8º e 6º x 7º). Os vencedores de cada confronto se enfrentarão para decidir o título de Campeão da Taça Farroupilha.
As demais equipes (posicionadas entre a 9ª e a 12ª colocação) disputarão o quadrangular do rebaixamento, onde os dois últimos colocados serão rebaixados para a Série A2 de 2026. Neste quadrangular, os times se enfrentam em turno e returno, totalizando seis partidas para cada.

## Equipes participantes
| Equipe                                         | Cidade            | Estádio          | Capacidade | Em 2024       | Títulos (Último) |
| ---------------------------------------------- | ----------------- | ---------------- | ---------- | ------------- | ---------------- |
| Esporte Clube Avenida                          | Santa Cruz do Sul | Eucaliptos       | 3 600      | 10º           | 0 (não possui)   |
| Grêmio Esportivo Brasil                        | Pelotas           | Caldeirão        | 10 500     | 7º            | 1 (1919)         |
| Sociedade Esportiva e Recreativa Caxias do Sul | Caxias do Sul     | Centenário       | 22 132     | 4º            | 1 (2000)         |
| Guarany Futebol Clube                          | Bagé              | Estrela D'Alva   | 10 000     | 5º            | 2 (1938)         |
| Grêmio Foot-Ball Porto Alegrense               | Porto Alegre      | Arena do Grêmio  | 55 662     | 1º            | 43 (2024)        |
| Sport Club Internacional                       | Porto Alegre      | Beira-Rio        | 50 128     | 3º            | 45 (2016)        |
| Esporte Clube Juventude                        | Caxias do Sul     | Alfredo Jaconi   | 19 924     | 2º            | 1 (1998)         |
| Monsoon Futebol Clube                          | Porto Alegre      | Estádio do Vale  | 5 196      | 1º (Série A2) | 0 (não possui)   |
| Esporte Clube Pelotas                          | Pelotas           | Boca do Lobo     | 15 478     | 2º (Série A2) | 1 (1930)         |
| Esporte Clube São José                         | Porto Alegre      | Passo d'Areia    | 10 646     | 6º            | 0 (não possui)   |
| Esporte Clube São Luiz                         | Ijuí              | 19 de Outubro    | 5 217      | 8º            | 0 (não possui)   |
| Ypiranga Futebol Clube                         | Erechim           | Colosso da Lagoa | 22 000     | 9º            | 0 (não possui)   |

### Estádios
| Avenida | Brasil de Pelotas | Caxias | Guarany de Bagé                   |
| --- | --- | --- | --------------------------------- |
| Estádio dos Eucaliptos | Estádio Bento Freitas | Estádio Centenário | Estrela D'Alva                    |
| Capacidade: 3 600 | Capacidade: 10 200 | Capacidade: 22 132 | Capacidade: 10 000                |
| | | |                                   |
| Grêmio | \| Porto Alegre: Grêmio Internacional Monsoon São José-RS Porto Alegre Juventude Caxias Ypiranga Brasil de Pelotas Pelotas São Luiz Guarany AvenidaLocalização da sede dos clubes no estado. \| | \| Porto Alegre: Grêmio Internacional Monsoon São José-RS Porto Alegre Juventude Caxias Ypiranga Brasil de Pelotas Pelotas São Luiz Guarany AvenidaLocalização da sede dos clubes no estado. \| | Internacional                     |
| Arena do Grêmio | \| Porto Alegre: Grêmio Internacional Monsoon São José-RS Porto Alegre Juventude Caxias Ypiranga Brasil de Pelotas Pelotas São Luiz Guarany AvenidaLocalização da sede dos clubes no estado. \| | \| Porto Alegre: Grêmio Internacional Monsoon São José-RS Porto Alegre Juventude Caxias Ypiranga Brasil de Pelotas Pelotas São Luiz Guarany AvenidaLocalização da sede dos clubes no estado. \| | Estádio Beira-Rio                 |
| Capacidade: 55 662 | \| Porto Alegre: Grêmio Internacional Monsoon São José-RS Porto Alegre Juventude Caxias Ypiranga Brasil de Pelotas Pelotas São Luiz Guarany AvenidaLocalização da sede dos clubes no estado. \| | \| Porto Alegre: Grêmio Internacional Monsoon São José-RS Porto Alegre Juventude Caxias Ypiranga Brasil de Pelotas Pelotas São Luiz Guarany AvenidaLocalização da sede dos clubes no estado. \| | Capacidade: 50 128                |
| | \| Porto Alegre: Grêmio Internacional Monsoon São José-RS Porto Alegre Juventude Caxias Ypiranga Brasil de Pelotas Pelotas São Luiz Guarany AvenidaLocalização da sede dos clubes no estado. \| | \| Porto Alegre: Grêmio Internacional Monsoon São José-RS Porto Alegre Juventude Caxias Ypiranga Brasil de Pelotas Pelotas São Luiz Guarany AvenidaLocalização da sede dos clubes no estado. \| |                                   |
| Juventude | \| Porto Alegre: Grêmio Internacional Monsoon São José-RS Porto Alegre Juventude Caxias Ypiranga Brasil de Pelotas Pelotas São Luiz Guarany AvenidaLocalização da sede dos clubes no estado. \| | \| Porto Alegre: Grêmio Internacional Monsoon São José-RS Porto Alegre Juventude Caxias Ypiranga Brasil de Pelotas Pelotas São Luiz Guarany AvenidaLocalização da sede dos clubes no estado. \| | Monsoon                           |
| Estádio Alfredo Jaconi | \| Porto Alegre: Grêmio Internacional Monsoon São José-RS Porto Alegre Juventude Caxias Ypiranga Brasil de Pelotas Pelotas São Luiz Guarany AvenidaLocalização da sede dos clubes no estado. \| | \| Porto Alegre: Grêmio Internacional Monsoon São José-RS Porto Alegre Juventude Caxias Ypiranga Brasil de Pelotas Pelotas São Luiz Guarany AvenidaLocalização da sede dos clubes no estado. \| | Estádio do Vale                   |
| Capacidade: 19 924 | \| Porto Alegre: Grêmio Internacional Monsoon São José-RS Porto Alegre Juventude Caxias Ypiranga Brasil de Pelotas Pelotas São Luiz Guarany AvenidaLocalização da sede dos clubes no estado. \| | \| Porto Alegre: Grêmio Internacional Monsoon São José-RS Porto Alegre Juventude Caxias Ypiranga Brasil de Pelotas Pelotas São Luiz Guarany AvenidaLocalização da sede dos clubes no estado. \| | Capacidade: 5 196                 |
| | \| Porto Alegre: Grêmio Internacional Monsoon São José-RS Porto Alegre Juventude Caxias Ypiranga Brasil de Pelotas Pelotas São Luiz Guarany AvenidaLocalização da sede dos clubes no estado. \| | \| Porto Alegre: Grêmio Internacional Monsoon São José-RS Porto Alegre Juventude Caxias Ypiranga Brasil de Pelotas Pelotas São Luiz Guarany AvenidaLocalização da sede dos clubes no estado. \| |                                   |
| Pelotas | São Luiz | São José-RS | Ypiranga de Erechim               |
| Estádio Boca do Lobo | Estádio 19 de Outubro | Estádio Passo d'Areia | Estádio Olímpico Colosso da Lagoa |
| Capacidade: 15 478 | Capacidade: 5 217 | Capacidade: 10 646 | Capacidade: 22 000                |
| | | |                                   |
| Porto Alegre: Grêmio Internacional Monsoon São José-RS Porto Alegre Juventude Caxias Ypiranga Brasil de Pelotas Pelotas São Luiz Guarany AvenidaLocalização da sede dos clubes no estado. | | |                                   |

## Primeira fase

### Grupo A
| Pos | Equipe          | Pts | J | V | E | D | GP | GC | SG  | Classificação             |
| --- | --------------- | --- | - | - | - | - | -- | -- | --- | ------------------------- |
| 1   | Grêmio          | 17  | 8 | 5 | 2 | 1 | 19 | 3  | +16 | Classificado à fase final |
| 2   | Guarany de Bagé | 9   | 8 | 2 | 3 | 3 | 6  | 6  | 0   |                           |
| 3   | São José-RS     | 5   | 8 | 0 | 5 | 3 | 5  | 10 | −5  |                           |
| 4   | Avenida         | 3   | 8 | 0 | 3 | 5 | 4  | 9  | −5  |                           |

### Grupo B
| Pos | Equipe              | Pts | J | V | E | D | GP | GC | SG  | Classificação             |
| --- | ------------------- | --- | - | - | - | - | -- | -- | --- | ------------------------- |
| 1   | Internacional       | 20  | 8 | 6 | 2 | 0 | 16 | 4  | +12 | Classificado à fase final |
| 2   | Caxias              | 14  | 8 | 4 | 2 | 2 | 8  | 9  | −1  |                           |
| 3   | Ypiranga de Erechim | 12  | 8 | 3 | 3 | 2 | 6  | 6  | 0   |                           |
| 4   | Pelotas             | 6   | 8 | 1 | 3 | 4 | 6  | 13 | −7  |                           |

### Grupo C
| Pos | Equipe            | Pts | J | V | E | D | GP | GC | SG | Classificação             |
| --- | ----------------- | --- | - | - | - | - | -- | -- | -- | ------------------------- |
| 1   | Juventude         | 19  | 8 | 6 | 1 | 1 | 14 | 6  | +8 | Classificado à fase final |
| 2   | São Luiz          | 9   | 8 | 2 | 3 | 3 | 7  | 13 | −6 |                           |
| 3   | Monsoon           | 7   | 8 | 2 | 1 | 5 | 7  | 14 | −7 |                           |
| 4   | Brasil de Pelotas | 7   | 8 | 1 | 4 | 3 | 5  | 10 | −5 |                           |

### Classificação Geral
| Pos | Equipe              | Pts | J | V | E | D | GP | GC | SG  | QM                                               |
| --- | ------------------- | --- | - | - | - | - | -- | -- | --- | ------------------------------------------------ |
| 1   | Internacional       | 20  | 8 | 6 | 2 | 0 | 16 | 4  | +12 | Líderes dos grupos e classificados à fase final  |
| 2   | Juventude           | 19  | 8 | 6 | 1 | 1 | 14 | 6  | +8  | Líderes dos grupos e classificados à fase final  |
| 3   | Grêmio              | 17  | 8 | 5 | 2 | 1 | 19 | 3  | +16 | Líderes dos grupos e classificados à fase final  |
| 4   | Caxias              | 14  | 8 | 4 | 2 | 2 | 8  | 9  | −1  | Melhor segundo lugar e classificado à fase final |
| 5   | Ypiranga de Erechim | 12  | 8 | 3 | 3 | 2 | 6  | 6  | 0   | Classificados à Taça Farroupilha                 |
| 6   | Guarany de Bagé     | 9   | 8 | 2 | 3 | 3 | 6  | 6  | 0   | Classificados à Taça Farroupilha                 |
| 7   | São Luiz            | 9   | 8 | 2 | 3 | 3 | 7  | 13 | −6  | Classificados à Taça Farroupilha                 |
| 8   | Monsoon             | 7   | 8 | 2 | 1 | 5 | 7  | 14 | −7  | Classificados à Taça Farroupilha                 |
| 9   | Brasil de Pelotas   | 7   | 8 | 1 | 4 | 3 | 5  | 10 | −5  | Disputarão o quadrangular do rebaixamento        |
| 10  | Pelotas             | 6   | 8 | 1 | 3 | 4 | 6  | 13 | −7  | Disputarão o quadrangular do rebaixamento        |
| 11  | São José-RS         | 5   | 8 | 0 | 5 | 3 | 5  | 10 | −5  | Disputarão o quadrangular do rebaixamento        |
| 12  | Avenida             | 3   | 8 | 0 | 3 | 5 | 4  | 9  | −5  | Disputarão o quadrangular do rebaixamento        |

## Taça Farroupilha
Em itálico as equipes que possuem o mando de campo no jogo de ida; em negrito as equipes vencedoras.
|  |  |

|  | Semifinais                | Semifinais          | Semifinais | Semifinais |   |          | Final | Final | Final | Final |
|  |                           |                     |            |            |   |          |       |       |       |       |
|  | São Luiz                  | 0                   | 2          | 2          |   |          |       |       |       |       |
|  | Guarany de Bagé           | 1                   | 0          | 1          |   |          |       |       |       |       |
|  | Guarany de Bagé           | 1                   | 0          | 1          |   | São Luiz | 0     | 1     | 1     |       |
|  |                           |                     |            |            |   | São Luiz | 0     | 1     | 1     |       |
|  |                           | Ypiranga de Erechim | 2          | 1          | 3 |          |       |       |       |       |
|  | Monsoon                   | Ypiranga de Erechim | 2          | 1          | 3 | 1        | 1     | 2 (3) |       |       |
|  | Monsoon                   |                     |            |            |   | 1        | 1     | 2 (3) |       |       |
|  | Ypiranga de Erechim (pen) | 1                   | 1          | 2 (5)      |   |          |       |       |       |       |

## Quadrangular do Rebaixamento
| Pos | Equipe            | Pts | J | V | E | D | GP | GC | SG | Classificação ou descenso     |     | AVN | SJO | PEL | BDP |
| --- | ----------------- | --- | - | - | - | - | -- | -- | -- | ----------------------------- | --- | --- | --- | --- | --- |
| 1   | Avenida           | 11  | 6 | 3 | 2 | 1 | 11 | 7  | +4 |                               |     | —   | 3–2 | 4–1 | 1–1 |
| 2   | São José-RS       | 10  | 6 | 3 | 1 | 2 | 11 | 10 | +1 |                               | 1–0 | —   | 2–2 | 2–1 |     |
| 3   | Pelotas           | 6   | 6 | 1 | 3 | 2 | 7  | 10 | −3 | Rebaixados à Série A2 de 2026 |     | 2–2 | 2–1 | —   | 0–0 |
| 4   | Brasil de Pelotas | 5   | 6 | 1 | 2 | 3 | 5  | 7  | −2 | Rebaixados à Série A2 de 2026 |     | 0–1 | 2–3 | 1–0 | —   |

## Fase final
Em itálico as equipes que possuem o mando de campo no jogo de ida; em negrito as equipes vencedoras.
|  |  |

|  | Semifinais    | Semifinais    | Semifinais | Semifinais |   |        | Final | Final | Final | Final |
|  |               |               |            |            |   |        |       |       |       |       |
|  | Grêmio (pen)  | 2             | 1          | 3 (3)      |   |        |       |       |       |       |
|  | Juventude     | 1             | 2          | 3 (2)      |   |        |       |       |       |       |
|  | Juventude     | 1             | 2          | 3 (2)      |   | Grêmio | 0     | 1     | 1     |       |
|  |               |               |            |            |   | Grêmio | 0     | 1     | 1     |       |
|  |               | Internacional | 2          | 1          | 3 |        |       |       |       |       |
|  | Caxias        | Internacional | 2          | 1          | 3 | 0      | 1     | 1     |       |       |
|  | Caxias        |               |            |            |   | 0      | 1     | 1     |       |       |
|  | Internacional | 2             | 3          | 5          |   |        |       |       |       |       |

## Estatísticas

### Artilharia
| Pos. | Jogador        | Equipe              | Gols |
| ---- | -------------- | ------------------- | ---- |
| 1    | Emerson Galego | Ypiranga de Erechim | 8    |
| 2    | Braithwaite    | Grêmio              | 6    |
| 3    | Caique         | Avenida             | 5    |
| 3    | Enner Valencia | Internacional       | 5    |
| 3    | Giovane        | São José-RS         | 5    |
| 3    | Vitinho        | Internacional       | 5    |

### Maiores públicos pagantes
Estes são os dez maiores públicos pagantes do campeonato, sem considerar as partidas com portões fechados ou sem público pagante
| N.º | Público | Mandante      | Placar | Visitante     | Estádio         | Data            | Rodada    | Ref.   |
| --- | ------- | ------------- | ------ | ------------- | --------------- | --------------- | --------- | ------ |
| 1   | 50 794  | Internacional | 1–1    | Grêmio        | Beira-Rio       | 16 de março     | Final     | [ 9 ]  |
| 2   | 50 648  | Grêmio        | 0–2    | Internacional | Arena do Grêmio | 8 de março      | Final     | [ 10 ] |
| 3   | 44 987  | Grêmio        | 1–1    | Internacional | Arena do Grêmio | 8 de fevereiro  | 6ª        | [ 11 ] |
| 4   | 30 454  | Internacional | 3–1    | Caxias        | Beira-Rio       | 1 de março      | Semifinal | [ 12 ] |
| 5   | 25 809  | Grêmio        | 2–1    | Juventude     | Arena do Grêmio | 23 de fevereiro | Semifinal | [ 13 ] |
| 6   | 23 073  | Grêmio        | 5–0    | São Luiz      | Arena do Grêmio | 1 de fevereiro  | 4ª        | [ 14 ] |
| 7   | 22 166  | Internacional | 2–0    | Juventude     | Beira-Rio       | 25 de janeiro   | 2ª        | [ 15 ] |
| 8   | 18 920  | Internacional | 2–0    | Monsoon       | Beira-Rio       | 15 de fevereiro | 8ª        | [ 16 ] |
| 9   | 17 438  | Grêmio        | 4–0    | Caxias        | Arena do Grêmio | 25 de janeiro   | 2ª        | [ 17 ] |
| 10  | 14 726  | Internacional | 1–0    | Avenida       | Beira-Rio       | 2 de fevereiro  | 4ª        | [ 18 ] |

### Menores públicos pagantes
Estes são os dez menores públicos pagantes do campeonato, sem considerar as partidas com portões fechados ou sem público pagante
| N.º | Público | Mandante    | Placar | Visitante           | Estádio         | Data            | Rodada            | Ref.   |
| --- | ------- | ----------- | ------ | ------------------- | --------------- | --------------- | ----------------- | ------ |
| 1   | 18      | São José-RS | 1–0    | Avenida             | Passo d'Areia   | 5 de março      | 4ª (Quadrangular) | [ 19 ] |
| 2   | 79      | São José-RS | 1–1    | Monsoon             | Passo d'Areia   | 12 de fevereiro | 7ª                | [ 20 ] |
| 3   | 102     | São José-RS | 2–2    | Pelotas             | Passo d'Areia   | 19 de fevereiro | 1ª (Quadrangular) | [ 21 ] |
| 4   | 105     | Pelotas     | 2–1    | São José-RS         | Boca do Lobo    | 14 de março     | 6ª (Quadrangular) | [ 22 ] |
| 5   | 137     | São José-RS | 0–0    | Ypiranga de Erechim | Passo d'Areia   | 6 de fevereiro  | 5ª                | [ 23 ] |
| 6   | 227     | Monsoon     | 1–1    | Ypiranga de Erechim | Estádio do Vale | 20 de fevereiro | Taça Farroupilha  | [ 24 ] |
| 7   | 230     | Monsoon     | 2–1    | Avenida             | Estádio do Vale | 9 de fevereiro  | 6ª                | [ 25 ] |
| 8   | 289     | Avenida     | 1–1    | Brasil de Pelotas   | Eucaliptos      | 15 de fevereiro | 8ª                | [ 26 ] |
| 9   | 321     | Monsoon     | 1–3    | Guarany             | Estádio do Vale | 6 de fevereiro  | 5ª                | [ 27 ] |
| 10  | 416     | Avenida     | 0–1    | Caxias              | Eucaliptos      | 5 de fevereiro  | 5ª                | [ 28 ] |

### Médias de público
Estas são as médias de público dos clubes no campeonato. Considera-se apenas os jogos da equipe como mandante e o público pagante:
| Pos.  | Time                | Média  | Total   | Mandos | Maior  | Menor  |
| ----- | ------------------- | ------ | ------- | ------ | ------ | ------ |
| 1     | Grêmio              | 28 909 | 173 455 | 6      | 50 648 | 11 500 |
| 2     | Internacional       | 24 901 | 149 409 | 6      | 50 794 | 12 349 |
| 3     | Juventude           | 7 804  | 39 020  | 5      | 12 821 | 5 031  |
| 4     | Caxias              | 4 689  | 23 443  | 5      | 9 073  | 2 230  |
| 5     | Brasil de Pelotas   | 3 973  | 27 813  | 7      | 7 039  | 1 815  |
| 6     | Ypiranga de Erechim | 2 017  | 12 103  | 6      | 6 208  | 902    |
| 7     | Pelotas             | 1 780  | 12 461  | 7      | 3 962  | 105    |
| 8     | Guarany             | 1 342  | 6 709   | 5      | 3 117  | 768    |
| 9     | São Luiz            | 1 088  | 6 531   | 6      | 2 570  | 574    |
| 10    | Monsoon             | 773    | 3 863   | 5      | 2 318  | 227    |
| 11    | Avenida             | 485    | 3 395   | 7      | 782    | 289    |
| 12    | São José-RS         | 210    | 1 262   | 6      | 480    | 18     |
| Total | Total               | 6 471  | 459 464 | 71     | 50 794 | 18     |

## Premiação
| Campeonato Gaúcho de Futebol de 2025 |
| Rio Grande do Sul                    |
| ------------------------------------ |
| Internacional Campeão (46.º título)  |

| Campeão do Interior de 2025     |
| Caxias do Sul                   |
| ------------------------------- |
| Juventude Campeão (17.º título) |

| Campeão da Taça Farroupilha de 2025       |
| Erechim                                   |
| ----------------------------------------- |
| Ypiranga de Erechim Campeão (1°.º título) |

## Classificação geral
| Pos | Equipes             | Pts | J  | V | E | D | GP | GC | SG  | %  | Classificação ou rebaixamento                                    |
| --- | ------------------- | --- | -- | - | - | - | -- | -- | --- | -- | ---------------------------------------------------------------- |
| 1   | Internacional       | 30  | 12 | 9 | 3 | 0 | 24 | 6  | +18 | 83 | Campeão e classificado para a Copa do Brasil 2025                |
| 2   | Grêmio              | 21  | 12 | 6 | 3 | 3 | 23 | 9  | +14 | 58 | Vice-campeão e classificado para a Copa do Brasil 2025           |
| 3   | Juventude           | 22  | 10 | 7 | 1 | 2 | 17 | 9  | +8  | 73 | Eliminado na semifinal e classificado para a Copa do Brasil 2025 |
| 4   | Caxias              | 14  | 10 | 4 | 2 | 4 | 9  | 14 | –5  | 47 | Eliminado na semifinal e classificado para a Copa do Brasil 2025 |
| 5   | Ypiranga de Erechim | 18  | 12 | 4 | 6 | 2 | 11 | 9  | +2  | 50 | Campeão da Taça Farroupilha e classificado para a Copa do Brasil |
| 6   | São Luiz            | 13  | 12 | 3 | 4 | 5 | 10 | 16 | –6  | 36 | Classificado para a Série D 2026                                 |
| 7   | Guarany de Bagé     | 12  | 10 | 3 | 3 | 4 | 7  | 8  | –1  | 40 | Classificado para a Série D 2026                                 |
| 8   | Monsoon             | 9   | 10 | 2 | 3 | 5 | 9  | 16 | –7  | 30 |                                                                  |
| 9   | Avenida             | 14  | 14 | 3 | 5 | 6 | 15 | 16 | –1  | 33 |                                                                  |
| 10  | São José-RS         | 15  | 14 | 3 | 6 | 5 | 16 | 20 | –4  | 38 |                                                                  |
| 11  | Brasil de Pelotas   | 12  | 14 | 2 | 6 | 6 | 10 | 17 | –7  | 28 | Rebaixados para a Série A2 de 2026                               |
| 12  | Pelotas             | 12  | 14 | 2 | 6 | 6 | 13 | 23 | –10 | 28 | Rebaixados para a Série A2 de 2026                               |